# Le Fantôme d'Halloween
Pour les articles homonymes, voir Tower of Terror (homonymie).
Pour plus de détails, voir Fiche technique et Distribution.
Le Fantôme d'Halloween (Tower of Terror) est un téléfilm américain réalisé par D. J. MacHale et diffusé le 26 octobre 1997 sur ABC dans l'émission Le Monde merveilleux de Disney.
Il s'agit d'une adaptation de l'attraction The Twilight Zone Tower of Terror présente dans plusieurs parcs Disney. Néanmoins, il ne contient aucun éléments ou références à la série télévisée La Quatrième Dimension (The Twilight Zone), cette dernière n'appartenant pas à Disney et étant utilisée dans les parcs sous licence de Paramount Global.

## Synopsis
Buzzy (joué par Guttenberg) est un reporter travaillant pour un tabloïd qui, avec sa nièce Anna (jouée par Dunst), tente de comprendre la célèbre et mystérieuse disparition de cinq personnes dans le Hollywood Tower Hotel en 1939 : les cinq passagers d'un ascenseur avaient disparu le soir d'Halloween alors qu'ils se rendaient à une fête au dernier étage de la tour. Depuis leurs fantômes hantent les lieux.
Ils rencontrent une vieille dame nommée Abigail, qui leur raconte que s'ils  retrouvent des objets ayant appartenu aux fantômes, ces derniers seront sauvés. Mais cette histoire est une ruse de la dame pour détruire les fantômes de l'hôtel, et non pour les libérer.

## Fiche technique
- Titre original : Tower of Terror
- Titre français : Le Fantôme d'Halloween
- Réalisation : D. J. MacHale
- Scénario : D. J. MacHale
- Photographie : Stephen McNutt
- Montage : Barry Zetlin
- Musique : Louis Febre
- Production : Iain Paterson
- Pays d'origine :  États-Unis
- Langue originale : anglais
- Format : couleur - 1,33:1
- Genre : thriller
- Durée : 89 minutes
- Première diffusion : 
  -  États-Unis : 26 octobre 1997
  - France : 11 novembre 1998

## Distribution
- Steve Guttenberg (VF : Jacques Bouanich) : Buzzy Crocker
- Kirsten Dunst (VF : Sarah Marot) : Anna
- Nia Peeples (VF : Françoise Cadol) : Jill Perry
- Michael McShane (VF : Marc François) : Chris « Q » Todd
- Amzie Strickland (VF : Anne-Marie Haudebourg) : Abigail « Abby » Gregory
- Melora Hardin (VF : Véronique Alycia) : Claire Poulet
- Alastair Duncan (VF : Hervé Bellon) : Gilbert
- Lindsay Ridgeway (VF : Kelly Marot) : Sally « Sally Shine » Gregory
- John Franklin (VF : Hervé Rey) : Dewey Todd
- Wendy Worthington (VF : Régine Teyssot) : Emmaline Partridge
- Lela Ivey (VF : Dorothée Jemma) : Patricia Petterson
- Richard Minchenberg : Dr Daniels
- Ben Kronen (VF : Pierre Baton) : M. Galvao
- Shira Roth : Abigail jeune
- Lynne Donahoe : Chloe
- Marcus Smythe : Surgeon
- Don Perry : Great Grand Dad
- Bill Elliot : Bandleader
- Michael Waltman : le journaliste
- Dean Marsico : le photographe

Source et légende : Version française (V. F.) sur Doublagissimo